# Gemmatimonadota
Gemmatimonadota, anteriormente nomeado Gemmatimonadetes é um filo de bactérias, que possui uma única ordem e família. O primeiro membro deste filo foi descoberto no ano de 2003, em lamas activadas de um sistema de tratamento de esgotos. A bactéria recebeu o nome Gemmatimonas aurantiaca e trata-se de um organismo aeróbio, gram-negativo e parece reproduzir-se por gemulação.